# Мар'яновка (Омська область)
Мар'яновка (рос. Марьяновка) — робітниче селище та адміністративний центр Мар'яновського району Омської області Російської Федерації.
Належить до муніципального утворення Мар'яновське міське поселення. Населення становить 8480 осіб.

## Історія
Згідно із законом від 30 липня 2004 року органом місцевого самоврядування є Мар'яновське міське поселення.

## Населення
| 1939  | 1959  | 1970  | 1979  | 1989  | 2002  | 2009  |
| ----- | ----- | ----- | ----- | ----- | ----- | ----- |
| 3427  | ↗5902 | ↗5986 | ↗7016 | ↗8617 | ↘8403 | ↘7791 |
| 2010  | 2011  | 2012  | 2013  | 2014  | 2015  | 2016  |
| ↗8630 | ↘8625 | ↘8563 | ↘8479 | ↘8452 | ↗8640 | ↗8666 |
| 2017  |       |       |       |       |       |       |
| ↗8720 |       |       |       |       |       |       |